# فرنسيسكو مانويل بلانكو

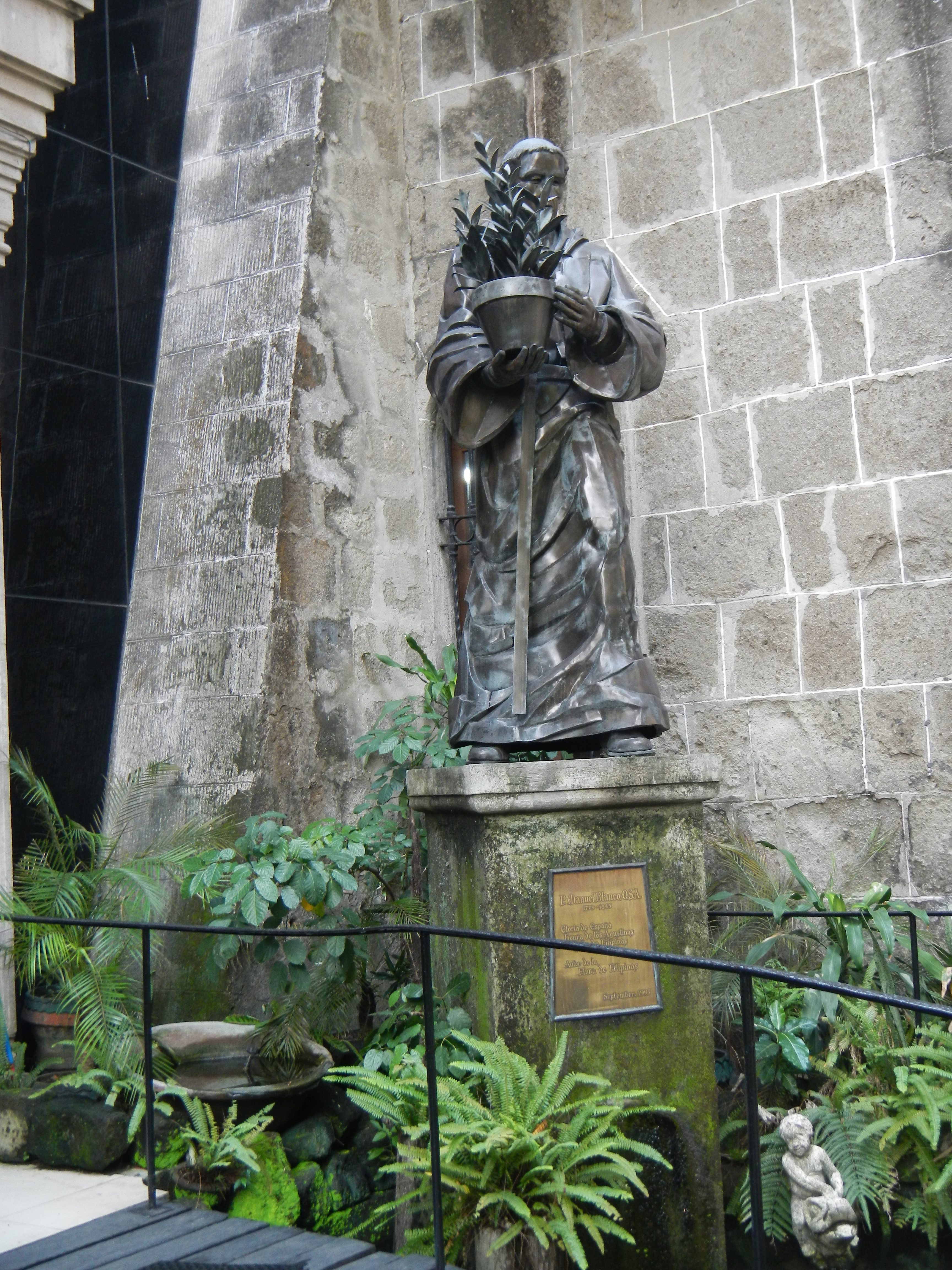
فرنسيسكو مانويل بلانكو

فرنسيسكو مانويل بلانكو (1778-1845) (بالإنجليزية: Francisco Manuel Blanco)‏ هو عالم نبات إسباني.

## عن حياته
ولد في منطقة قشتالة وليون بإسبانيا في 1778. كان عضواً في تنظيم سانت أوغسطين. كانت مهمته الأولى في منطقة أغنات في محافظة بولاكان بالفلبين. ألف كتاباً كان الأول من نوعه في وصف وردة الفلبين، وأسماه «وردة الفلبين، طبقاً لنظام لينيوس».

## وفاته
توفي بلانكو في 1845، وتكريماً له فقد أطلق عالم النبات الهولندي كارل لودفيغ دو بلوم اسم Blancoa على جنس من أجناس الفصيلة الفوفلية.